# Klearchos von Herakleia I.
Klearchos von Herakleia (altgriechisch Κλέαρχος Kléarchos; * um 390 v. Chr.; † 353 oder 352 v. Chr.) begründete 364/363 v. Chr. durch einen Staatsstreich die Tyrannis in der am Schwarzen Meer gelegenen Stadt Herakleia Pontike. Obwohl er zwölf Jahre später einer Palastrevolte zum Opfer fiel, konnten seine Nachkommen noch zwei Generationen lang die Herrschaft über die Stadt ausüben.

## Leben

### Tätigkeit vor der Machtergreifung
Als junger Mann hielt sich Klearchos längere Zeit in Athen auf und kam dort mit großen Philosophen in Kontakt. Vier Jahre gehörte er zu den Schülern des Isokrates und hörte außerdem Platon. Ein Traum soll für ihn ausschlaggebend gewesen sein, sich nicht weiter mit der Philosophie zu beschäftigen. Auf dem militärischen Sektor machte er sich für Athen durch seine Leistungen in der Armee des bedeutenden Feldherrn Timotheos verdient; daher wurde ihm das attische Bürgerrecht verliehen.

### Machtergreifung und Tyrannis
Als Klearchos nach Herakleia zurückkehrte, geriet er in die inneren Machtkämpfe zwischen den Parteien und wurde bald verbannt. In der Folge ging er zum benachbarten persischen Dynasten Mithridates und kommandierte für ihn ein Söldnerheer. Mithradates stand auf Kriegsfuß mit Herakleia und plante gemeinsam mit Klearchos eine gewaltsame Einnahme der Stadt. Deren oligarchischer Rat rief aber gerade damals (364/363 v. Chr.) den Verbannten als Schiedsrichter in dem Konflikt zwischen den reichen Aristokraten und den sozial niedriger gestellten Bürgern an. Auf schlaue Weise konnte Klearchos jedoch mit Hilfe seiner Söldner die Macht ergreifen, und er brach auch die Vereinbarung mit Mithridates. Er gab sich als Verfechter der Interessen der ärmeren Volksschichten aus, die ihm freiwillig die Regierung überließen, und ging äußerst grausam gegen die Adligen vor. Dabei kamen 60 Oligarchen ums Leben, während der Rest teilweise unter Zurücklassung ihrer wehrlosen Familien das Weite suchte.
Nun wurde Klearchos Tyrann der Stadt, ließ aber formal die Institutionen weiter in Kraft. Er befreite die ursprünglich hier siedelnden, im 6. Jahrhundert v. Chr. von Einwanderern aus Megara unterworfenen Mariandyner aus ihrer Hörigkeit und pflegte stets gute Beziehungen zum Perserkönig, dem er untertan war. Sein Regierungsstil wird als sehr grausam beschrieben. Vergeblich versuchten die vertriebenen Adligen, ihre Herrschaft in Herakleia mit militärischen Mitteln erneut zu etablieren. Alle bei dieser Gelegenheit in die Hände des Tyrannen geratenen Verbannten wurden umgebracht. Klearchos ging auch später meist erfolgreich gegen seine Widersacher vor; allerdings fruchteten seine auf Basis von Gift durchgeführten Attentate öfters nicht.
Durch die Erbauung der ersten öffentlichen Bibliothek förderte Klearchos die Wissenschaften. Seinen Untertanen suchte er mit verschiedensten Mitteln seine angeblich göttliche Abstammung glaubhaft zu machen. Mit diesen Maßnahmen zeigte er bereits Züge hellenistischer Herrscherrepräsentation.

### Ermordung
Weil Klearchos ständig Angst vor Attentaten hatte, traf er Vorsichtsmaßnahmen zum Schutz seiner Person, wurde aber dennoch zwölf Jahre nach seiner Machtergreifung (353/352 v. Chr.) ermordet. Hinter diesem Anschlag stand eine vom vornehmen Herakleoten und Platonschüler Chion angeführte Gruppe von Adligen, zu denen u. a. auch Leon (oder Leonides), Euxenon und Antitheos gehörten. Bei einer Attacke am Fest zu Ehren des Gottes Dionysos wurde Klearchos schwer verwundet und erlag zwei Tage später seinen Verletzungen. Die meisten Verschwörer wurden noch an Ort und Stelle von der Leibwache des Tyrannen niedergemacht, andere später ergriffen und zu Tode gefoltert. Der Bruder des ermordeten Herrschers, Satyros, konnte die Tyrannis nun an sich reißen und übte sie sieben Jahre lang vormundschaftlich aus, da Klearchos’ Söhne Timotheos und Dionysios noch minderjährig waren.